# Frontera entre França i Vanuatu
La frontera entre França i Vanuatu és completament marítima i es troba a l'oceà Pacífic. Delimita la zona econòmica exclusiva entre Vanuatu i la col·lectivitat d'ultramar de Nova Caledònia. Hi ha un desacord entre ambdós països pel que fa a les illes Hunter i Matthew.